# 木村護郎クリストフ
木村護郎クリストフ（きむら ごろう クリストフ、KIMURA Goro Christoph 1974年3月29日 - ）は、日本の言語学者。学術博士（一橋大学・2002年）。専門は社会言語学。木村護郎名義の著作もある。

## 人物
愛知県名古屋市出身。日本とドイツのハーフ。1997年、東京外国語大学ドイツ語学科卒業。2002年、一橋大学大学院言語社会研究科博士課程修了。
慶應義塾大学講師、上智大学講師などを経て、2012年、上智大学外国語学部ドイツ語学科教授。上智大学では、社会言語学とドイツ語の授業を担当している。また、慶應義塾大学湘南藤沢キャンパスでも言語動態論、多言語コミュニケーション実践とドイツ語を担当している。学位論文では、ドイツ東部の少数民族の言語であるソルブ語と、イギリスのコーンウォールのケルノウ語をとりあげてフィールド調査を伴った研究を行っている。
極めて闊達なエスペランティストであり、日本青年エスペラント連絡会（JEJ）の代表を務めたこともある。臼井裕之とともに、事実上日本に初めて「言語権」という概念を紹介した存在としても知られている。一般財団法人日本エスペラント協会（JEI）の顧問に2022年5月に就任した。

## 著作

### 言語論
- ことばへの権利　言語権とはなにか（言語権研究会［編］、1999年、三元社、ISBN 978-4-88303-061-3）
- 言語的近代を超えて（2004年、明石ライブラリ、共著、ISBN 978-4-7503-1970-4）
- 言語にとって「人為性」とはなにか：言語構築と言語イデオロギー：ケルノウ語・ソルブ語を事例として（2005年、三元社、ISBN 978-488303-153-5） - 博士論文を元にした書[5]
- 媒介言語論を学ぶ人のために（2009年、世界思想社、共著、ISBN 978-4-7907-1425-5）
- 節英のすすめ（2016年、萬書房、ISBN 978-4-9079-6109-1）
- 多言語主義社会に向けて（2017年、くろしお出版、編著、ISBN 978-4-8742-4740-2）

### ドイツ語学習
- 問題発見のドイツ語・モデル1～モデル3（CD付ビデオ教材）（2005年～2007年、三修社、共著）